# マグニシア県

マグニシア県
Περιφερειακή ενότητα Μαγνησίας測地系: 北緯39度25分 東経22度50分 / 北緯39.417度 東経22.833度座標: 北緯39度25分 東経22度50分 / 北緯39.417度 東経22.833度

マグニシア県（マグニシアけん、ギリシア語: Μαγνησία / Magnisía）は、ギリシャ共和国のテッサリア地方を構成する行政区（ペリフェリアキ・エノティタ）のひとつ。人口約21万人（2005年）。古代にはマグネシアと呼ばれた。県都はヴォロス。

## 名称
マグネシア県の名称は、ギリシャ中央部に位置するテッサリア地方の南東部に居住していたマグネテス人 (Magnetes) に由来している。
また、古代のアナトリア半島（現在のトルコ）にも、マグネシア人が入植し、二つのマグネシアという都市を建設した。ひとつ (Magnesia ad Sipylum) は現在のトルコのマニサであり、ひとつ (Magnesia on the Maeander) はイオニア地方のメンデレス川沿いにあった。
滑石の鉱山があり、滑石から作られた白色の粉はマグネシアと呼ばれた。ここからマグネシウムの語源となっている。マグネット（磁石）の語源であるとする説もあるが、これには異説もある。

## 地理

### 位置・広がり
マグニシア県は、地理的には、2大都市であるアテネとテッサロニキの丁度中間に位置する。
マグネシア県の南西部はフティオティダ県、西部および北部はラリサ県と県境を接し、東部はエーゲ海に面している。
マグネシア県の東にはスポラデス諸島が所在する。リゾート地で有名なスキアトスや、自然豊かなスコペロス島、チチュウカイモンクアザラシなどが生息する自然公園があるアロニソス島などの島々は、かつてマグネシア県に所属していたが、現在は別の行政区（スポラデス県）となっている。
毎年200万人を超える観光客が夏季を中心に訪れる。

### 地勢

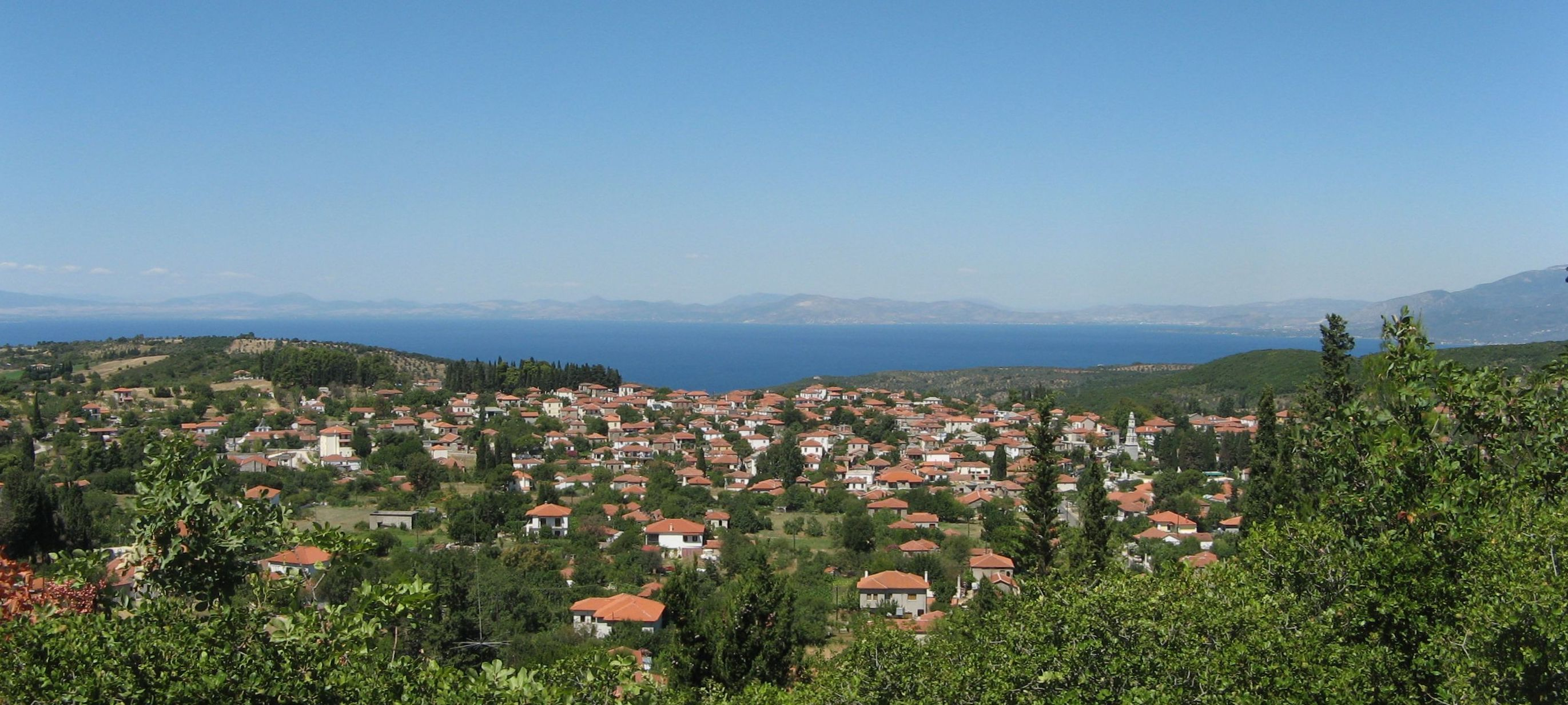
アルガラスティとパガシティコス湾

マグネシア県東部のピリオ半島には、県最大の山であるピリオ山がそびえる。また、県北東部のラリサ県との県境には、マウロヴニ山脈が走っている。フティオティダ県との県境にはオスリス山がある。ピリオ山やケンタウロス山は、自然景観が良好で観光の名所となっている。また山頂や中腹には、聖人や生神女マリアを祀る教会が立ち並んでいる。これらの教会には古代の遺物や中世以前のイコン画などが遺されている。
県内にはアルミロス平野とヴォロス＝ヴェレスティノ平野という2つの平野が広がっている。県内に大きな川が無いために、水路は発達していないが、ピリオ山からはアナヴロス川、プラタノレマ川、クシリアス川という小さな川が流れる。
県北部にはカルラ湖（Lake Karla）がある。また、スルピ湾付近には湿地帯が広がっていて、多種の渡り鳥が見られる。この湿地は、アルミロス近郊の低地に茂るナラの森林とともに、保護地域としてNatura 2000に登録された。
海岸部には、地震による陥没によって形成された有名なパガシティコス湾が広がっている。

### 主要な都市・集落
人口3000人以上の都市・集落は次の通り。
- ヴォロス （Βόλος : ヴォロス市） - 82,439人
- ネア・イオニア （Νέα Ιωνία : ヴォロス市） - 30,804人
- アルミロス （Αλμυρός : アルミロス市） - 7,566人
- ネア・アンヒアロス （Νέα Αγχίαλος : ヴォロス市） - 5,514人
- アグリア （Αγριά :  ヴォロス市） - 5,229人
- ヴェレスティノ （Βελεστίνο : リガス・フェレオス市） - 3,270人

県下最大の都市は県都である港湾都市ヴォロスである。ヴォロスはテッサリア地方第2の都市であり、ヴォロス港はギリシャ国内で3番目に繁栄している商業港となっている。
カリクラティス改革（2011年1月施行）以前はヴォロスに加え、ネア・イオニアやイオルコスを加えたヴォロス都市圏（約14万3000人）には、県人口の約70％が集中している。
県人口の大半が県東部とパガシティコス湾沿岸に集中しているとも言える。
- ヴォロス
- ネア・アンヒアロス
- アグリア

## 気候
県の平均気温は17℃であり、平均降水量は年540mmである。8月には気温が37℃から38℃ぐらいまで上昇することもある。気候は県内で差異があり、パガシティコス湾沿岸ではやや多湿であり、ネア・イオニアではやや乾燥、ヴェレスティノやアルミロスでは大陸性気候となる。

## 歴史

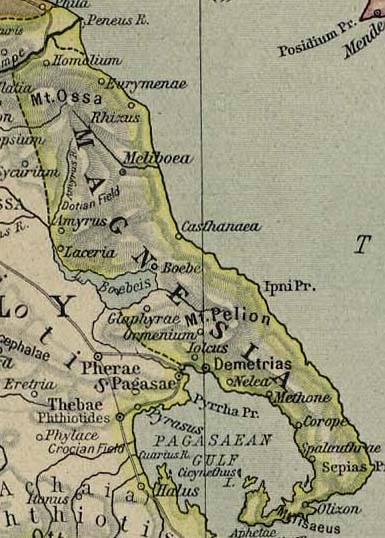
マグネシア地域

### 古代
ヘシオドスの『ギュナイコーン・カタロゴス』（Catalogue of Women）によると、デウカリオーンとピュラーの娘であり、ヘレーンの姉妹であるパンドーラーは、ゼウスとの間にギリシア人の祖とされる息子グライコスを産んだ。一方で、同じくデウカリオーンとピュラーの娘テュイアーは、ゼウスとの間に2人の息子、マグネースとマケドノスをもうけた。この2人は、ヘレーンの3人の子であるドーロス、クスートス、アイオロスとともにギリシア世界を形成した古代民族の始祖とされた。現在のマグネシア県にあたる地域は、マグネースが支配したとされたためにその名が付けられた。
また、神話の英雄であるイアーソーンやペーレウスとその子アキレウスの故郷としても知られている。磁石を意味する英語の「マグネット」（magnet）は、ギリシャ語で「マグネシアの石」を意味する「マグニティス・リトス」（μαγνήτης λίθος）に由来するという説があるように、この地域では鉄鉱や磁鉄鉱だけでなく、マグネシウムやマンガン（双方とも名称はこの地域に由来する）が産出されることが、古くから錬金術師達に知られていた。紀元前7世紀以前の植民時代には、マグネシアの都市国家も植民都市を建設し、リディア地方のスピル山（Mount Sipylus）の麓や、イオニア地方のメンデレス川沿いに、マグネシアという都市を建設した。（前者は、現トルコの都市マニサである。）

### キリスト教の時代
紀元後5世紀には、現在のマグネシア県の地域にキリスト教の教会が存在していた。それは、第3回公会議の議事録にデメトリアス司教のクレオニコスという人物が連名していることから分かり得る。この時代にはキリスト教が著しく浸透し、県内のネア・アンヒアロスには5つものバジリカが建設された。その後、一般的に心霊主義が広がりを見せると、伝統となったペリオリティカとよばれる建築様式の寺院や教会、修道院などがピリオ山に多く建造された。これらは今でも数多くこの地域に残っている。

### 現代
現在のマグネシア県は、1947年にラリサ県から分割して創設された。
2006年には県内で大規模な洪水が起こり、大きな被害を受けた。

## 行政区画

マグニシア県

### 市（ディモス）
マグニシア県は、以下の自治体（ディモス、市）から構成される。人口は2001年国勢調査時点。
|   | 自治体名           | 綴り           | 政庁所在地          | 面積 Km² | 人口    |
| - | ------------------ | -------------- | ------------------- | -------- | ------- |
| 1 | ヴォロス           | Βόλος          | ヴォロス (el)       | 387.1    | 144,420 |
| 2 | アルミロス         | Αλμυρός        | アルミロス (el)     | 909.8    | 21,169  |
| 3 | ザゴラ＝ムレシ     | Ζαγορά-Μουρέσι | ザゴラ (el)         | 150.5    | 6,936   |
| 4 | 南ピリオ           | Νότιο Πήλιο    | アルガラスティ (el) | 369.4    | 11,563  |
| 5 | リガス・フェレオス | Ρήγας Φεραίος  | ヴェレスティノ      | 549.8    | 12,096  |

### 旧自治体（ディモティキ・エノティタ）

マグネシア県の旧自治体（2010年まで）

カリクラティス改革（2011年1月施行）以前の広域自治体（ノモス）としてのマグネシア県は、以下の基礎自治体（ディモスおよびキノティタ）から構成されていた。改革後、旧自治体は新自治体（ディモス）を構成する行政区（ディモティキ・エノティタ）となっている。
下表の番号は右図と対応している。「政庁所在地」欄で太字になっているものは、新自治体の政庁所在地となったものを示す。※はキノティタ。
|    | 旧自治体           | 綴り         | 政庁所在地         | 新自治体           |
| -- | ------------------ | ------------ | ------------------ | ------------------ |
| 1  | ヴォロス           | Βόλος        | ヴォロス           | ヴォロス           |
| 2  | アグリア           | Αγριά        | アグリア           | ヴォロス           |
| 3  | エソニア           | Αισωνία      | ディミニ           | ヴォロス           |
| 4  | アルミロス         | Αλμυρός      | アルミロス         | アルミロス         |
| 5  | アロニソス         | Αλόννησος    | アロニソス         | （スポラデス県）   |
| 6  | アルガラスティ     | Αργαλαστή    | アルガラスティ     | 南ピリオ           |
| 7  | アルテミダ         | Αρτέμιδα     | アノ・レホニア     | ヴォロス           |
| 8  | アフェテス         | Αφέτες       | ネオホリ           | 南ピリオ           |
| 9  | ザゴラ             | Ζαγορά       | ザゴラ             | ザゴラ＝ムレシ     |
| 10 | イオルコス         | Ιωλκός       | イオルコス         | ヴォロス           |
| 11 | カルラ             | Κάρλα        | ステファノヴィキオ | リガス・フェレオス |
| 12 | ミリエス           | Μηλιές       | ミリエス           | 南ピリオ           |
| 13 | ムレシ             | Μουρέσι      | ツァガラダ         | ザゴラ＝ムレシ     |
| 14 | ネア・アンヒアロス | Νέα Αγχίαλος | ネア・アンヒアロス | ヴォロス           |
| 15 | ネア・イオニア     | Νέα Ιωνία    | ネア・イオニア     | ヴォロス           |
| 16 | ポルタリア         | Πορταριά     | ポルタリア         | ヴォロス           |
| 17 | プテレオス         | Πτελεός      | プテレオス         | アルミロス         |
| 18 | シピアダ           | Σηπιάδα      | ラフコス           | 南ピリオ           |
| 19 | スキアトス         | Σκιάθος      | スキアトス         | （スポラデス県）   |
| 20 | スコペロス         | Σκόπελος     | スコペロス         | （スポラデス県）   |
| 21 | スルピ             | Σούρπη       | スルピ             | アルミロス         |
| 22 | フェレス           | Φερές        | ヴェレスティノ     | リガス・フェレオス |
| 23 | アナヴラ ※         | Ανάβρα       | アナヴラ           | アルミロス         |
| 24 | ケラミディ ※       | Κεραμίδι     | ケラミディ         | リガス・フェレオス |
| 25 | マクリニツァ ※     | Μακρινίτσα   | マクリニツァ       | ヴォロス           |
| 26 | トリケリ ※         | Τρίκερι      | トリケリ           | 南ピリオ           |

- Διοικητική διαίρεση νομού Μαγνησίας (πρόγραμμα Καποδίστριας) - 旧マグニシア県の自治体・集落一覧（1999年 - 2010年）

### 郡（エパルヒア）
県には以下の3つの郡（エパルヒア）があったが、2006年以降法的な位置づけは行われていない。
| 郡名              | 綴り     | 中心地     |
| ----------------- | -------- | ---------- |
| ヴォロス郡        | Βόλος    | ヴォロス   |
| アルミロス郡 (en) | Αλμυρός  | アルミロス |
| スコペロス郡      | Σκόπελος | スコペロス |

## 古代都市
- パガサエ（ヴォロス近郊）
- イオルコス
- デメトリアス （ヴォロス近郊）
- ネア・アンヒアロス

## 交通

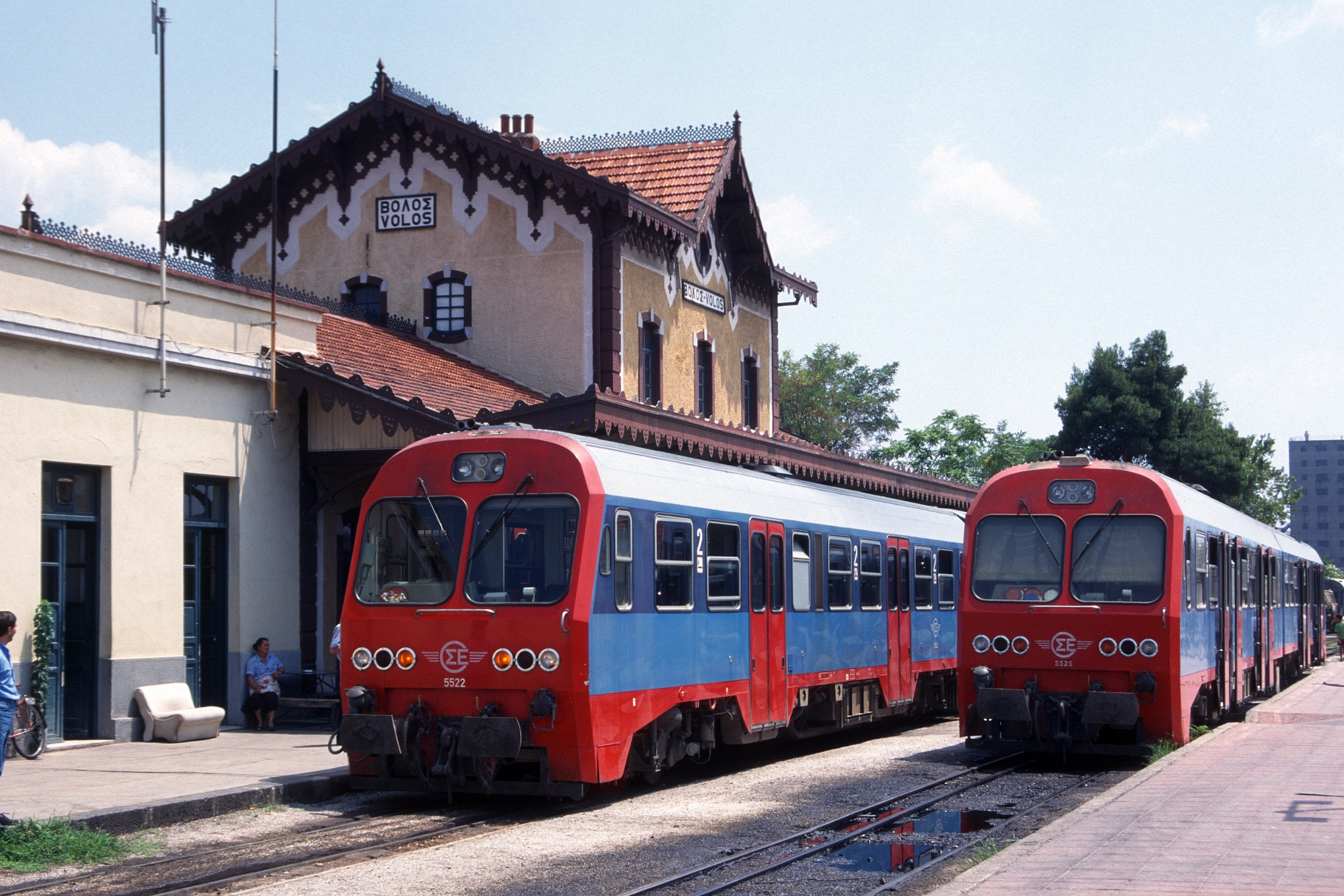
ヴォロス駅（1995年）

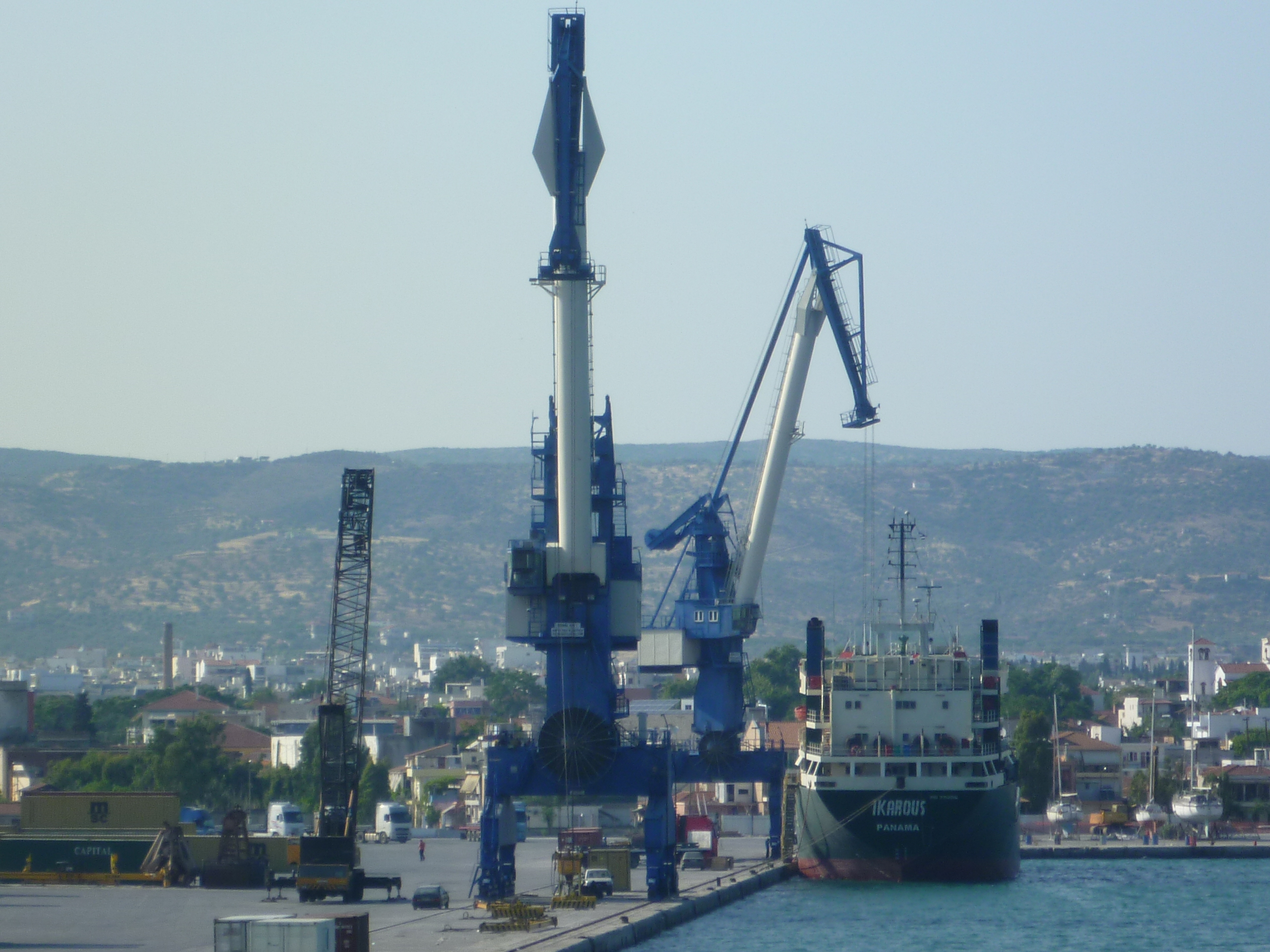
ヴォロス港

### 鉄道
19世紀後半に鉄道が敷設された。
- ギリシャ国鉄（OSE） (Hellenic Railways Organisation)

### 道路
アテネとテサロニキを結ぶ国道1号線が県内を通過しており、欧州自動車道路E75号線にも指定されている。
自動車道路
- 国道1号線  (en)  : 〔… - テサロニキ - ラリサ〕 - ヴェレスティノ - 〔ラミア - アテネ〕
- 国道6号線  (en)  : 〔イグメニツァ - トリカラ - ラリサ〕 - ヴェレスティノ - ヴォロス[1]
- 国道30号線  (en)  : 〔アルタ - トリカラ - ファルサラ〕 - アンヒアロス - ヴォロス[2]

欧州自動車道路
- E75号線

### 空港
- ネア・アンヒアロス空港（英語版） （ヴォロス市ネア・アンヒアロス地区）

ヴォロスの南西約20kmのネア・アンヒアロスに空港（ヴォロス空港、中央ギリシャ空港とも称される）があり、他のヨーロッパ地域とを空路で繋いでいる。

## 著名な出身者
- イアーソーン（ギリシア神話の英雄）
- ペーレウス（ギリシア神話の英雄）
- ハラランボス（89-202、司教）
- リガス・ヴェレスティンリス・フェレオス（1757-1798、詩人）
- ジョルジョ・デ・キリコ（1888-1978、画家・彫刻家)
- アレクサンドロス・パパディアマンディス（1851-1911、作家）
- ヴァンゲリス（1943、作曲家・音楽家）
- フェドン・ギジキス （1917-1999、ギリシャ大統領）